# Herning Folkeblad
Herning Folkeblad er en dansk avis, blev grundlagt i 1869,[kilde mangler] og som dækker det midt-/vestjyske område. Herning Folkeblad A/S ejes 100% af Herning Folkeblads Fond.[kilde mangler]
Avisen har ca. 45 redaktionelle medarbejdere.[kilde mangler] Koncernen driver desuden radiostationerne Radio M, Radio Alfa og internetportalen www.aoh.dk,[kilde mangler] ligesom den har aktieposter i Midtjyllands Avis, Herning Bladet og Ikast Avis.[kilde mangler]
Herning Folkeblad driver reklamebureauet Konceptas og distributionsselskabet Samdi.[kilde mangler]
Tidligere har koncernen også drevet en lokal tv-station under SBS Net.[kilde mangler]

## Historie
Avisen udkom første gang 2. juli 1869 og bar frem til 1883 navnet Vestjylland.[kilde mangler] Avisen blev grundlagt af den dengang 24-årige A.K. Jensen og 31-årige Thomas Nielsen, som senere blev folketingsmedlem.[kilde mangler] Thomas Nielsen, der på det tidspunkt var skolelærer i den lille landsby Birk, opfattes som den egentlige grundlægger. Der var et personsammenfald mellem udgiverkredsen omkring Vejle Amts Folkeblad, og de første syv år af avisens levetid blev den da også trykt i Vejle.[kilde mangler] Folkebladet blev ved Nielsens død i 1895 købt af L.V. Bendixen, hvis efterkommere ejede det frem til 1979.[kilde mangler] Avisens første år var hårde, men med tekstilindustriens opblomstring i Herning steg oplagstallet.[kilde mangler]
Historisk har avisen været tilknyttet partiet Venstre, men siden 1985 har avisen været partipolitisk uafhængig liberal.[kilde mangler] Fra 1903-1962 havde Folkebladet en hård konkurrent i den indremissionsk-funderede Herning Avis, og siden 1971 har Herning Folkeblad været byens eneste avis.[kilde mangler]

Herning Folkeblad er det lokale dagblad, der har oplevet den mindste tilbagegang i oplaget siden 2007.
I andet halvår af 2011 udkom avisen dagligt i 11.724 eksemplarer.
I april 2020 var tillidsrepræsentanten for DJs medlemmer Thomas Damm.
| Årstal | Oplag 1. halvår | Oplag 2. halvår |
| ------ | --------------- | --------------- |
| 2007   | 12.787          | 12.571          |
| 2008   | 12.626          | 12.392          |
| 2009   | 12.411          | 12.193          |
| 2010   | 12.156          | 11.896          |
| 2011   | 11.880          | 11.724          |